# Ivo Feußner

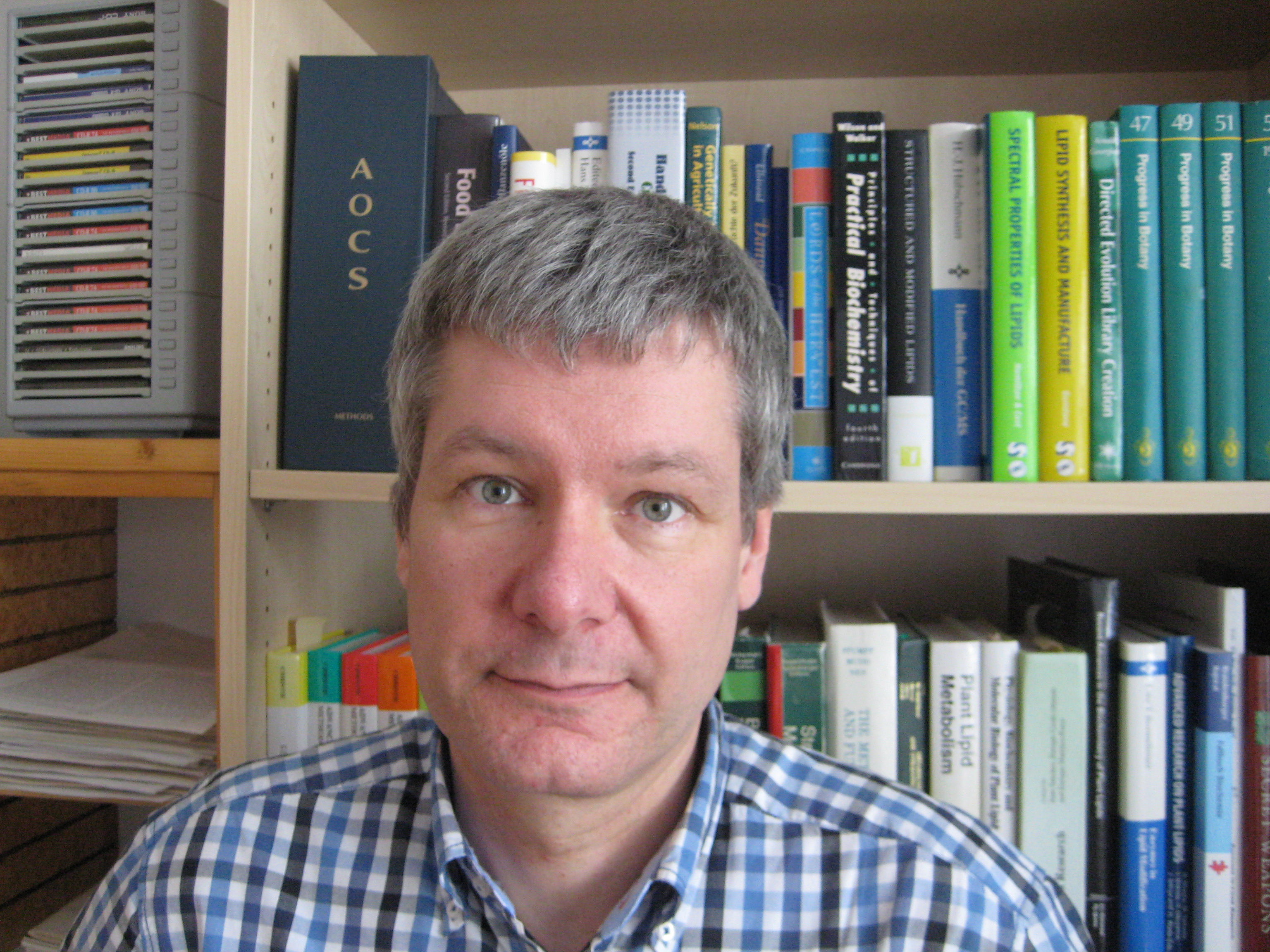
Ivo Feußner (2010)

Ivo Feußner (* 21. August 1964 in Braunschweig) ist ein deutscher Pflanzenbiochemiker.

## Leben
Ivo Feußner besuchte ab 1974 das Goethegymnasium, Kassel, wo er 1983 das Abitur ablegte. Von 1983 an studierte er Chemie an der Universität Marburg. Er beendete sein Studium 1990 mit einer Diplomarbeit am Institut für Virologie bei Klaus Radsack.
Feußner begann 1990 seine Doktorarbeit bei Helmut Kindl am Fachbereich Chemie in Marburg. Im Februar 1993 wurde er zum Dr. rer. nat. promoviert. Von 1993 bis 1994 arbeitete Feußner als wissenschaftlicher Mitarbeiter bei Werner Roos in Halle/Saale. Anschließend wechselte Feußner an das Institut für Pflanzenbiochemie (IPB) in die Abteilung von Benno Parthier. Hier arbeitete er von 1995 bis 1996 bei Claus Wasternack. Von 1997 bis 1999 leitete er eine von der Deutschen Forschungsgemeinschaft (DFG) finanzierte Nachwuchsgruppe. Im Jahr 2000 habilitierte Feußner an der Universität Halle im Fach Biochemie. Im selben Jahr wechselte er an das Institut für Pflanzengenetik und Kulturpflanzenforschung (IPK) in Gatersleben in die Abteilung von Uwe Sonnewald als Leiter der Arbeitsgruppe Lipidstoffwechsel.
Im Jahr 2001 erhielt Feußner einen Ruf an die Universität Göttingen. Dort übernahm er die Abteilung Biochemie der Pflanze am Albrecht-von-Haller Institut im August 2002.

## Wissenschaftliche Arbeit
Feußner und seine Mitarbeiter befassen sich mit unterschiedlichen Aspekten des Lipidstoffwechsels in Pflanzen, Moosen, Algen und Pilzen. Hierbei werden insbesondere der Stoffwechsel von Wachsen, Speicherlipiden, Polyenfettsäuren sowie lipidvermittelte Signaltransduktionsprozesse untersucht. Zu diesem Zweck werden analytisch-chemische mit biochemischen und molekulargenetischen Ansätzen verknüpft. Außerdem beschäftigt sich die Gruppe mit der biotechnologischen Nutzung von Algen und Ölsaaten. Im Rahmen der Infrastruktur des Göttinger Zentrums für Molekulare Biowissenschaften (GZMB) betreibt die Arbeitsgruppe eine Metabolomics-Plattform.

## Ehrungen und Preise
- 2001: Habilitationspreis der GBM, verliehen durch die Ernst-Schering-Stiftung
- 2009: KM der Mathematisch-naturwissenschaftlichen Klasse der Sächsischen Akademie der Wissenschaften zu Leipzig
- 2012: Terry Galliard Medal, verliehen durch das Internationale Symposium für Pflanzliche Lipide
- 2012: OM der Mathematisch-naturwissenschaftlichen Klasse der Akademie der Wissenschaften zu Göttingen
- 2022: Aufnahme als Mitglied der Sektion Organismische und Evolutionäre Biologie in die Nationale Akademie der Wissenschaften Leopoldina

## Publikationen
Feußner ist Autor oder Mitautor von 225 Originalpublikationen (Stand 2016). Sein Hirsch-Index liegt bei 50 (ISI Web of Knowledge) bzw. 61 (Google Scholar).

### Veröffentlichungen (Auswahl)
- I. Feussner, C. Wasternack, H. Kindl, H. Kühn: Lipoxygenase catalyzed oxygenation of storage lipids is implicated in lipid mobilization during germination. In: Proc. Natl. Acad. Sci. USA. Band 92, 1995, S. 11849–11853.
- E. Hornung, M. Walter, H. Kühn, I. Feussner: Conversion of cucumber linoleate 13-lipoxygenase to a 9-lipoxygenating species by site-directed mutagenesis. In: Proc. Natl. Acad. Sci. USA. Band 96, 1999, S. 4192–4197.
- S. Berger, H. Weichert, C. Wasternack, I. Feussner: Enzymatic and non-enzymatic lipid peroxidation in leaf development, Biochem. In: Biophys. Acta – Mol. Cell Biol. Lipids. Band 1533, 2001, S. 266–276.
- I. Feussner, C. Wasternack: The lipoxygenase pathway. In: Ann. Rev. Plant Biol. Band 53, 2002, S. 275–297, doi:10.1146/annurev.arplant.53.100301.135248.
- M. Hoffmann, M. Wagner, A. Abbadi, M. Fulda, I. Feussner: Metabolic engineering of ω3-VLCPUFA production by an exclusively acyl-CoA-dependent pathway. In: J. Biol. Chem. Band 283, 2008, S. 22352–22362, doi:10.1074/jbc.M802377200.
- A. Liavonchanka, M. Rudolph, K. Tittmann, M. Hamberg, I. Feussner: On the mechanism of a polyunsaturated fatty acid double bond isomerase from Propionibacterium acnes. In: J. Biol. Chem. Band 284, 2009, S. 8005–8012, doi:10.1074/jbc.M80906020.
- F. Brodhun, C. Göbel, E. Hornung, I. Feussner: Identification of psi-factor producing oxygenase A (PpoA) from A. nidulans as a fusion protein of a fatty acid heme dioxygenase/peroxidase and a cytochrome P450. In: J. Biol. Chem. Band 284, 2009, S. 11792–11805, doi:10.1074/jbc.M809152200.
- M. Stumpe, C. Göbel, B. Faltin, A.K. Beike, B. Hause, K. Himmelsbach, J. Bode, R. Kramell, C. Wasternack, W. Frank, R. Reski, I. Feussner: The moss Physcomitrella patens contains cyclopentenones but no jasmonates: mutations in allene oxide cyclase lead to reduced fertility and altered sporophyte morphology. In: New Phytol. Band 188, 2010, S. 740–749, doi:10.1111/j.1469-8137.2010.03406.x.
- P. Ternes, K. Feussner, S. Werner, J. Lerche, T. Iven, I. Heilmann, H. Riezman, I. Feussner: Disruption of the ceramide synthase LOH1 causes spontaneous cell death in Arabidopsis thaliana. In: New Phytol. Band 192, 2011, S. 841–854, doi:10.1111/j.1469-8137.2011.03852.x.
- I. Lang, L. Hodac, T. Friedl, I. Feussner: Fatty acid profiles and their distribution patterns in microalgae: a comprehensive analysis of more than 2000 strains from the SAG culture collection. In: BMC Plant Biol. Band 11, 2011, S. 124, doi:10.1186/1471-2229-11-124.
- M. Heilmann, T. Iven, K. Ahmann, E. Hornung, S. Stymne, I. Feussner: Production of wax esters in plant seed oils by oleosomal co-targeting of biosynthetic enzymes. In: J. Lipid Res. Band 53, 2012, S. 2153–2161, doi:10.1194/jlr.M029512.
- S. König, K. Feussner, A. Kaever, M. Landesfeind, C. Thurow, P. Karlovsky, C. Gatz, A. Polle, I. Feussner: Soluble phenylpropanoids are involved in the defense response of Arabidopsis against Verticillium longisporum. New Phytol. Band 202, 2014, S. 823–837, doi:10.1111/nph.12709.
- P. Tarazona, K. Feussner, I. Feussner: Enhanced plant lipidomics method based on multiplexed LC-MS reveals additional insights into cold and drought-induced membrane remodeling. In: Plant J. Band 84, 2015, S. 621–633, doi:10.1111/tpj.13013.
- D. Rekhter, D. Lüdke, Y. Ding, K. Feussner, K. Zienkiewicz, V. Lipka, M. Wiermer,Y. Zhang, I. Feussner: Isochorismate-derived biosynthesis of the plant stress hormone salicylic acid. In: Science Band 365, 2019, S. 498–502. doi:10.1126/science.aaw1720.
- L. Mohnike, D. Rekhter, W. Huang, K. Feussner, H. Tian, C. Herrfurth, Y. Zhang, I. Feussner: The glycosyltransferase UGT76B1 modulates N-hydroxy-pipecolic acid homeostasis and plant immunity. In: The Plant Cell Band 33, 2021, S. 735–749. doi:10.1093/plcell/koaa045